# Varicocèle
 Mise en garde médicale
La varicocèle est une importante dilatation variqueuse (varices) des veines du cordon spermatique (situées dans les bourses, au-dessus et autour de chaque testicule).
Cette dilatation est la conséquence d'un mauvais fonctionnement de valves situées dans les veines. Le sang ne parvient plus à remonter le long des veines pour rejoindre les veines plus importantes (veine rénale gauche et veine cave inférieure).
15 % de la population masculine et 4 hommes sur 10 consultant pour hypofertilité ou stérilité en seraient touchés. Une relation directe entre varicocèle et infertilité est évoquée car il existe plus d'anomalies de la spermatogenèse en raison d'une probable augmentation de la température locale et d'une hypoxie relative du testicule en raison de la stase veineuse.
En dessous de 10 ans les cas sont très rares. En revanche après 19 ans, les cas se font de plus en plus fréquents.

## Étiologie
La varicocèle peut être primaire liée à la présence des facteurs de risque vasculaire notamment le tabac, la sédentarité, l'obésité, la dyslipidémie, etc. Elle peut révéler une malformation vasculaire.
Elle peut résulter d'un cancer du rein (forme 3) s'il y a un bourgeon tumoral dans la veine rénale gauche. À droite ce n'est pas valable, car si la veine gonadique gauche se jette dans la veine rénale gauche, la veine gonadique droite en revanche, se jette directement dans la veine cave inférieure.

## Symptômes
Le côté gauche est plus souvent atteint que le droit (du côté gauche, les veines spermatiques (veines testiculaires = veines gonadiques) rejoignent la veine rénale gauche alors que du côté droit elles rejoignent la veine cave inférieure). Elle se situe à gauche dans 90 % des cas en raison d'une absence de valvule à l'abouchement de la veine spermatique gauche dans la veine rénale gauche, favorisant la survenue de thrombose veineuse à gauche. Elle peut être bilatérale dans 5 % des cas, ou isolée à droite dans 5 % des cas également.
Il est possible qu'en fin de chaude journée, une discrète pesanteur dans les bourses se fasse sentir, ou une douleur testiculaire légère à l'effort ou une gêne lors des rapports sexuels. Le plus souvent, les modes de révélation sont multiples et le diagnostic clinique n'est pas évident au début.
Par contre, une varicocèle à un stade évolué peut faire augmenter le volume des bourses au point que ceci engendre une limitation passive des différents mouvements de la hanche, avec une douleur d'intensité plus ou moins importante, intermittente, irradiant essentiellement à la face intérieure de la cuisse et qui répond bien aux antalgiques usuels.

## Diagnostic
S'il est clinique, on notera une impulsivité d'un cordon spermatique plus saillant à la palpation lors d'un effort de toux, le testicule touché donne l'impression d'un « sac de vers grouillants ». L'échographie Doppler est l'examen de choix, il peut mettre en évidence le ralentissement de flux sanguin à ce niveau objectivant l'insuffisance valvulaire.

## Évolution de la maladie
L'évolution est considérée comme variable. Certains patients ne ressentiront aucune gêne. D'autres une gêne permanente ou progressivement omniprésente. Enfin, il se peut que la varicocèle ne pose de problème qu'à certaines périodes.
Une influence de la varicocèle sur la fertilité est discutée. Il semblerait, de nos jours, que dans la majorité des cas la fertilité resterait normale ou peu diminuée. Néanmoins, il a été noté qu'un traitement de la varicocèle peut dans certains cas autoriser un retour à la fertilité. En absence de toute autre cause, un traitement chirurgical de la varicocèle peut être indiqué pour traiter une infertilité.

## Traitement

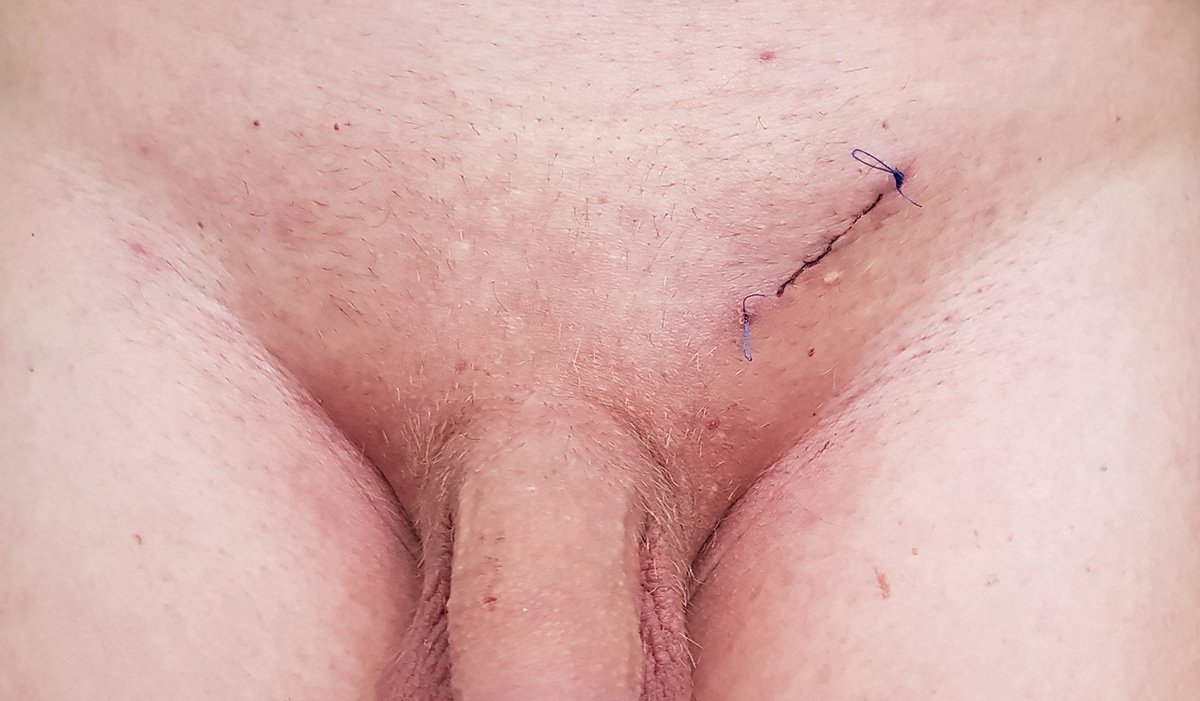
Plaie après varicocélectomie microchirurgicale

Un traitement est proposé en cas d'hypofertilité ou de douleur testiculaire.
Il existe deux traitements possibles : la ligature chirurgicale de la veine spermatique (abord abdominal) et l'embolisation sélective (geste endovasculaire réalisé dans des centres spécialisés).